# Elliniko Fencing Hall
Die Elliniko Fencing Hall war eine Sporthalle in Elliniko, einem Vorort der griechischen Hauptstadt Athen. Die Anlage war Teil des Elliniko Olympic Complex.
Die Fencing Hall wurde anlässlich der Olympischen Sommerspiele 2004 errichtet und befand sich neben der Elliniko Indoor Arena. Während der Spiele wurden die Fechtwettkämpfe in der Halle ausgetragen. Die Zuschauerkapazität betrug 3800 in der Vorrunde und 5000 in den Finalkämpfen. Die Bauarbeiten endeten am 31. Mai 2004, die offizielle Eröffnung erfolgte am 30. Juli 2004. Die Baukosten betrugen 80 Millionen Euro. 
Im Jahr 2021 wurde die Elliniko Fencing Hall während der COVID-19-Pandemie als Impfzentrum genutzt. Der Abriss der Halle erfolgte ein Jahr später.